# بودو رودوالایت
بودو رودوالایت (به آلمانی: Bodo Rudwaleit) بازیکن فوتبال و دروازه‌بان اهل آلمان شرقی بود که از سال ۱۹۷۹ میلادی عضو تیم ملی فوتبال آلمان شرقی بوده‌است. وی در ۳۳ بازی ملی حضور داشته و در بازی‌های ملی‌اش گلی به ثمر نرساند. بودو رودوالایت آخرین بازی ملی خود را در سال ۱۹۸۸ میلادی انجام داد.